# Boeing X-45

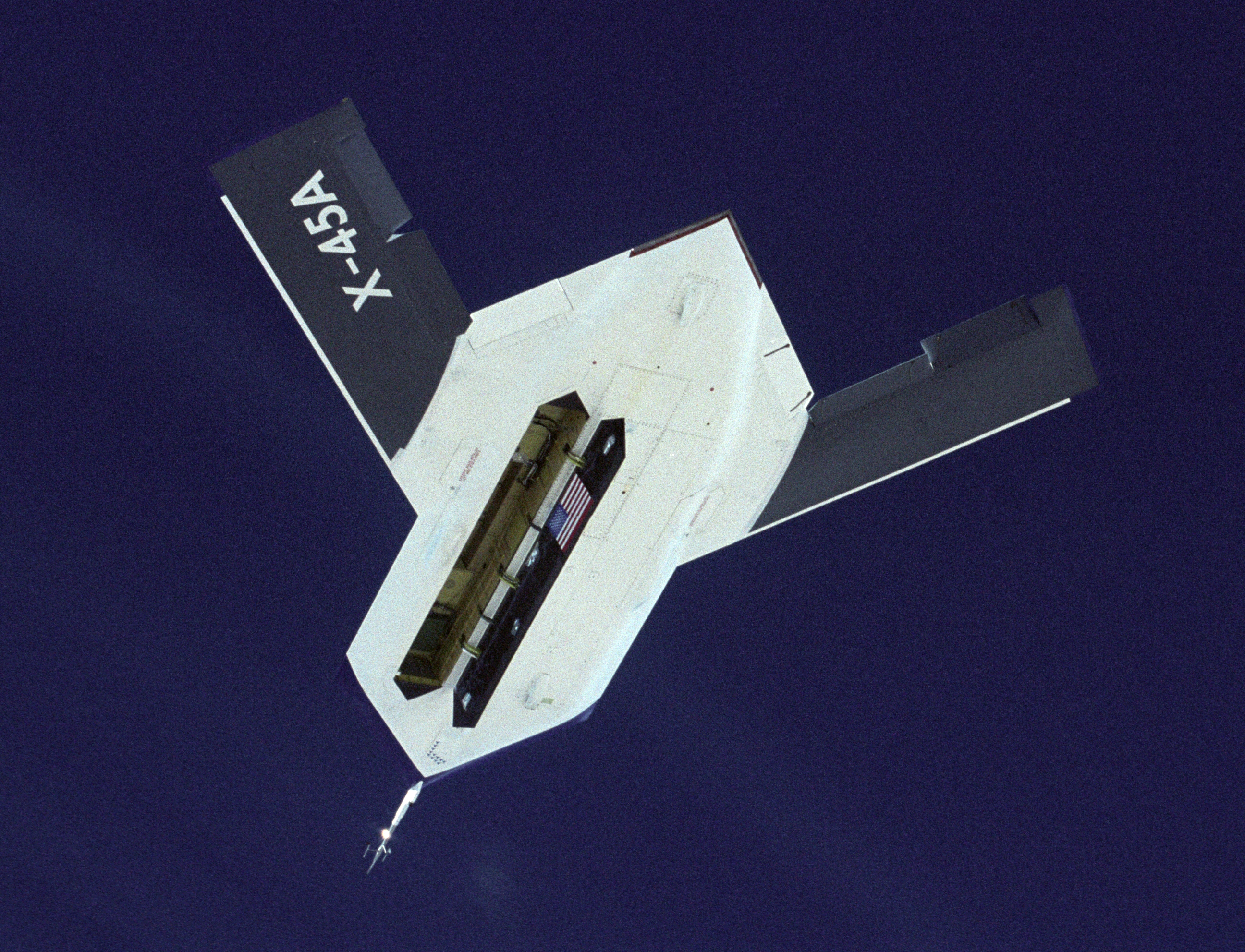
Boeing X-45A s otevřeným prostorem pro zbraně.

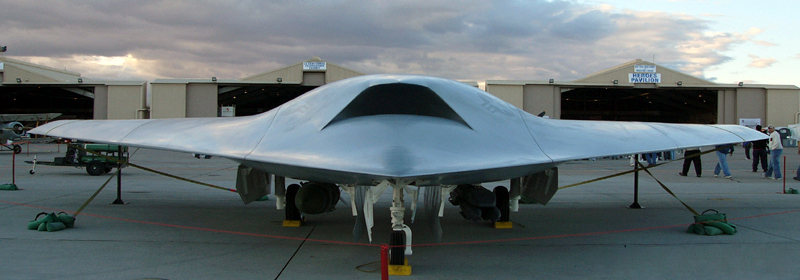
Novější a větší varianta, X-45C.

Boeing X-45 byl bojový bezpilotní letoun, který měl coby koncept předznamenávat novou generaci zcela autonomní vojenské letecké techniky. Vyznačoval se velmi nízkoprofilovým hřbetem, trupem prolnutým do křídla v tzv. swept lambda wing a absencí vertikálních ovládacích ploch jako takových – funkci směrového kormidla zastoupilo ovládání křidélek na koncích křídla. Mohl být ovládán dálkově, ale zamýšleno bylo zcela autonomní chování letounu. První let se konal v roce 2002 z kalifornské zkušební základny Edwards, po úspěšných zkouškách následovaly výkonnější prototypy X-45B a X-45C, v březnu 2006 však USAF program ukončila. S variantou X-45N se Boeing účastnil konkurzu na námořní bezpilotní letadlo, v konkurzu ale neuspěl a tím program X-45 v roce 2008 skončil.

## Vývoj
Jeho vývoj převzal poznatky z vývoje Bird of Prey. Boeing X-45 byl vyvíjen firmou Boeing (resp. Boeing Integrated Defense Systems) jako jeden z produktů její výzkumné divize Boeing Phantom Works. X-45 byl též součástí a projektu J-UCAS (Joint-Unmanned Combat Air System program – česky přibližně Společný program nepilotovaných bojových vzdušných systémů), kterého se účastní vzdušná a námořní složka ozbrojených sil Spojených států amerických a DARPA, vládní agentury amerického ministerstva obrany. Původně se jednalo o projekt, který měl experimentálně a prakticky posbírat data o výkonnosti, operabilitě a dalších faktorech bezpilotních letounů z testovacích letů a vyzkoušet v praxi nově použité technologie. Projekt se původně nazýval (Boeing) Phantom Ray a byla v něm použita varianta X-45C, která byla vyvinuta pro J-UCAS. První let se konal 22. května 2002.

## Varianty
- X-45A
- X-45B/C
- X-45N

## Specifikace
Pro variantu X-45A

### Technické údaje
- Posádka: 0 (bezpilotní letoun)
- Délka: 8,08 m
- Rozpětí křídel: 10,3 m
- Výška: 2,14 m
- Hmotnost: 3630 kg (pro prázdný letoun), 5528 kg (pro naložený letoun)

### Výkony
- Rychlost: 919 km/h
- Dosah: 600 km
- Maximální letová hladina: 10,6 km